# The Mindsweep Tour
Il The Mindsweep Tour è stato un tour mondiale del gruppo musicale britannico Enter Shikari, in promozione del loro quarto album in studio The Mindsweep, pubblicato nel gennaio 2015.
Ha avuto inizio il 9 gennaio 2015 a Bruxelles, in Belgio, e si è protratto sino al 21 maggio 2016 per un totale di oltre 160 date tra Europa, Nord America e Oceania.
Formati dal cantante, chitarrista e tastierista Rou Reynolds, il chitarrista Rory Clewlow, il bassista Chris Batten e il batterista Rob Rolfe, gli Enter Shikari non hanno mai utilizzato alcun turnista per i loro concerti. A febbraio, dopo alcune date in Europa, tornano nel Regno Unito per inaugurare il tour supportati dai Feed the Rhino, gli Allusondrugs e i Fatherson, e in alcune serate si sono tenuti, durante gli after show gratuiti, dei DJ set degli Shikari Sound System. Nel tour primaverile in Nord America quasi tutti i loro concerti sono stati aperti dai Stray from the Path e i Marmozets. A maggio, in Australia, sono stati supportati dal gruppo "di casa" Hands Like Houses. Dopo un'estate all'insegna dei più importanti festival estivi europei, nella prima metà dell'autunno il gruppo rimane in Europa per esibirsi nei luoghi non ancora toccati dal tour da headliner, principalmente supportati dagli Hacktivist.
Dopo una manciata di DJ set benefici a novembre nei panni degli Shikari Sound System e due date natalizie (una in Inghilterra e una in Irlanda, la prima del tour), il gruppo torna in veste ufficiale nel Regno Unito nel febbraio 2016, in occasione del primo tour nelle arene da headliner della loro carriera (fino ad allora gli Enter Shikari erano famosi per la scelta di locali al chiuso o piccoli palchi, in modo da avere un approccio più diretto e coinvolgente con il proprio pubblico). In questa occasione vengono supportati dai The Wonder Years, dai The King Blues e, solo nella prima data a Londra, dagli Arcane Roots.
A marzo 2016 gli Enter Shikari tengono un altro tour nei principali paesi europei con a supporto, in modo alternato, i The Qemists e i Modestep, mentre ad aprile e a maggio tornano in Nord America con a supporto gli australiani Hands Like Houses e i The White Noise. Dopo queste ultime date il The Mindsweep Tour si chiude in favore dell'inizio del The Redshift Tour a settembre, in Australia, e del breve tour giapponese Across the Future 2016 dei Crossfaith, durante il quale gli Enter Shikari li supporteranno a cavallo della seconda settimana dello stesso mese, dopo una manciata di date estive dedicate ai festival europei e ad alcuni DJ set.

## UK + Euro Tour

### Date

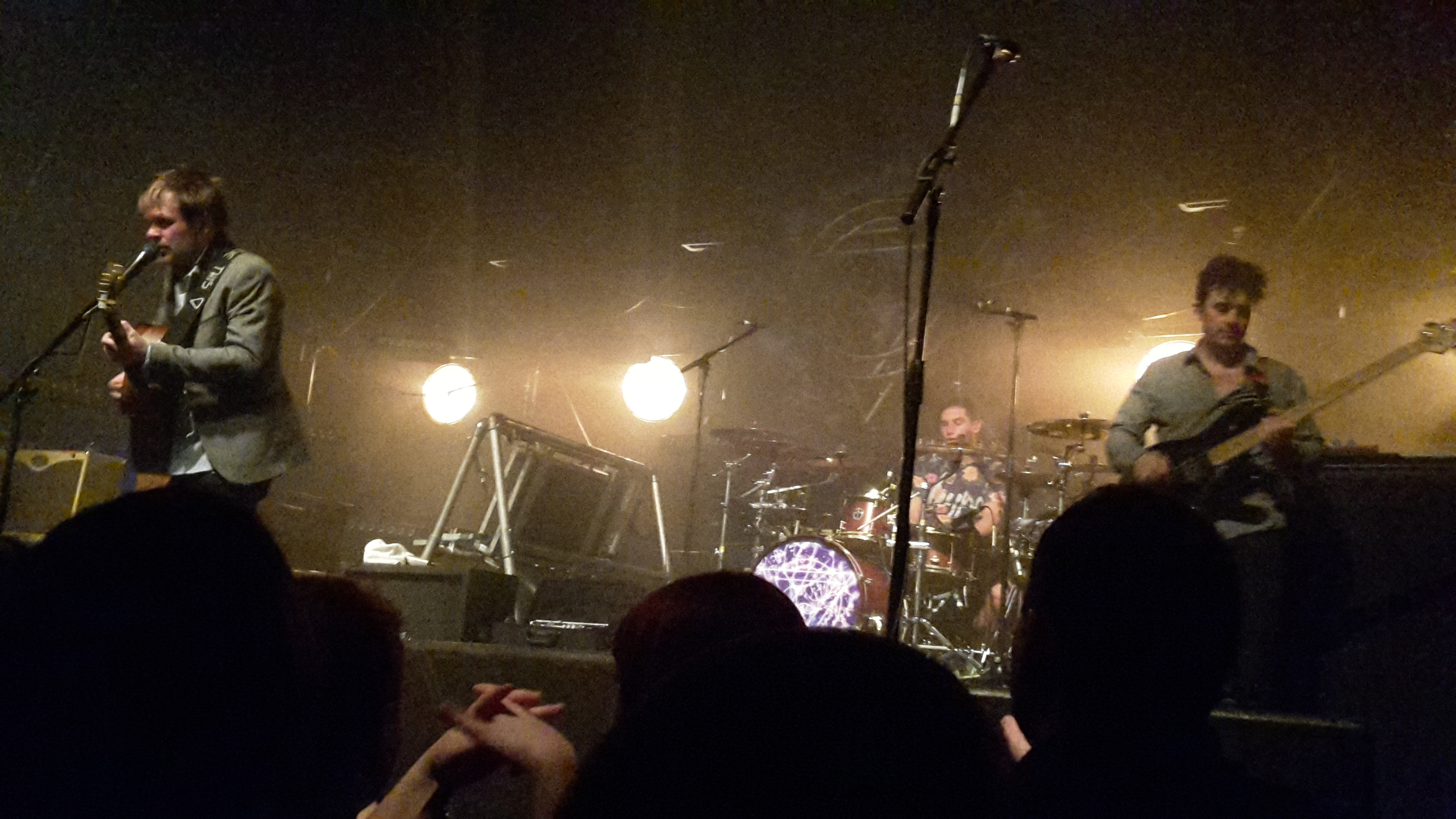
Parigi, Francia, 2 febbraio 2015

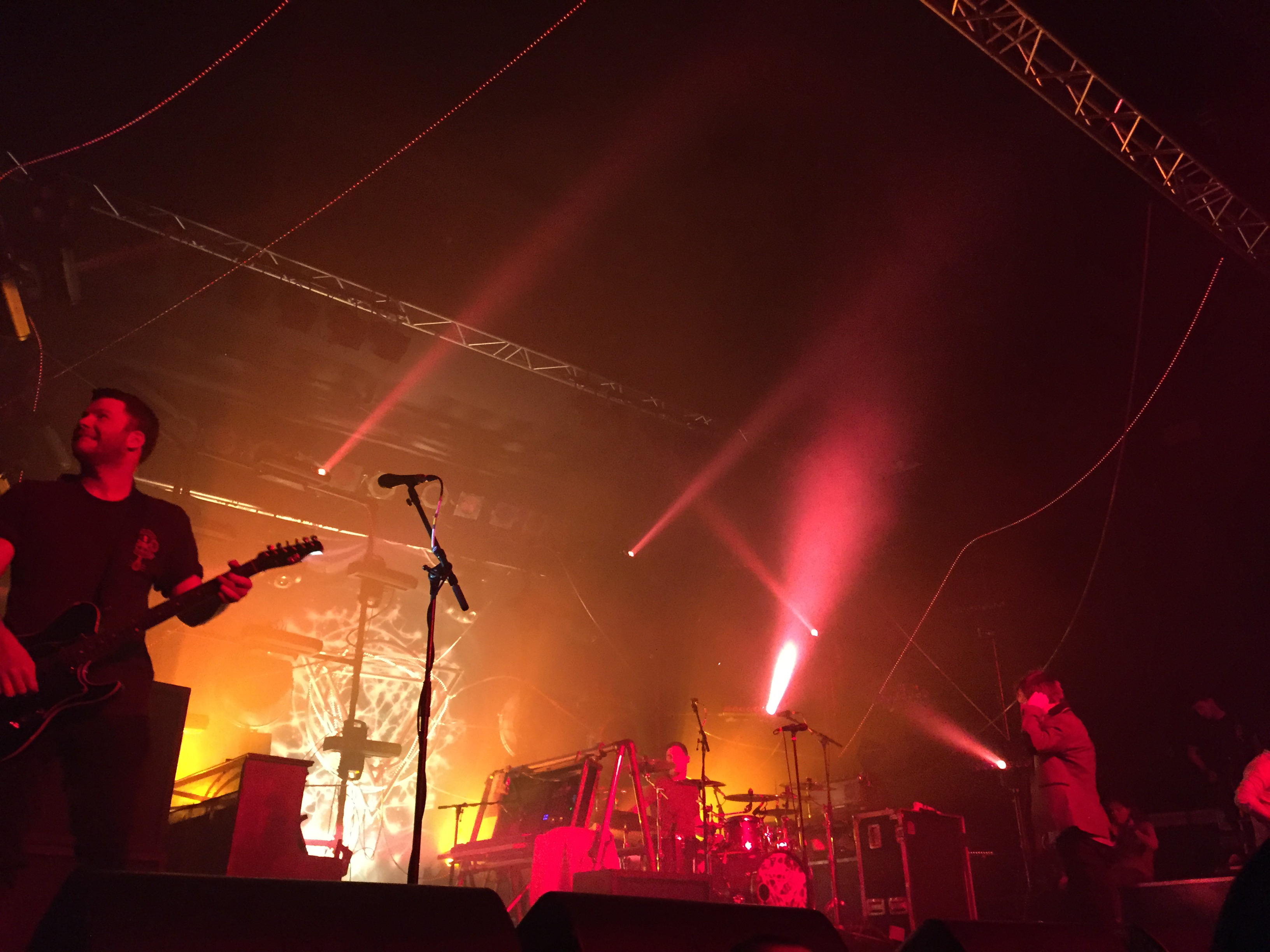
Amburgo, Germania, 13 febbraio 2015

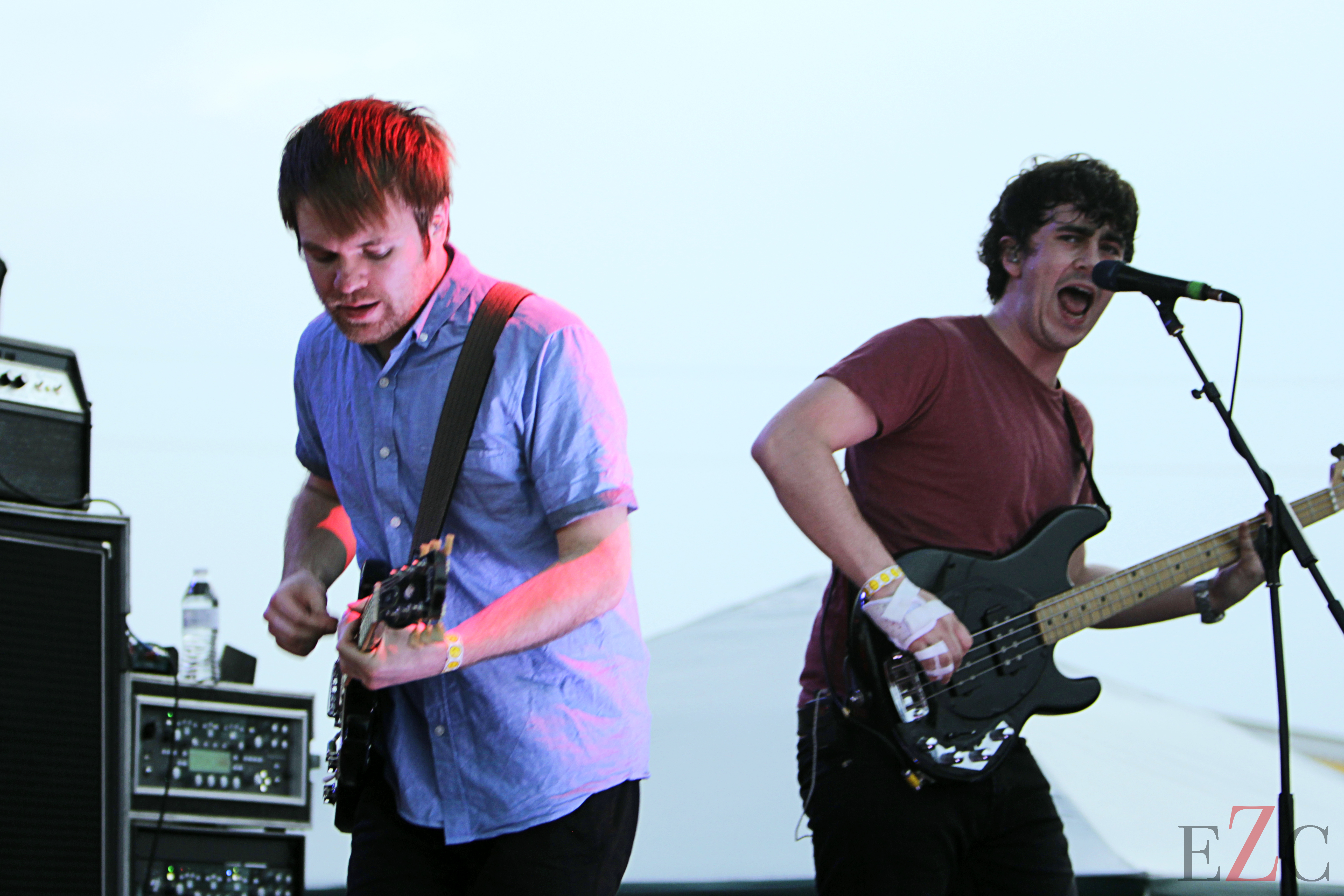
Never Say Never Music Festival 2015, Mission, Texas, 20 marzo 2015

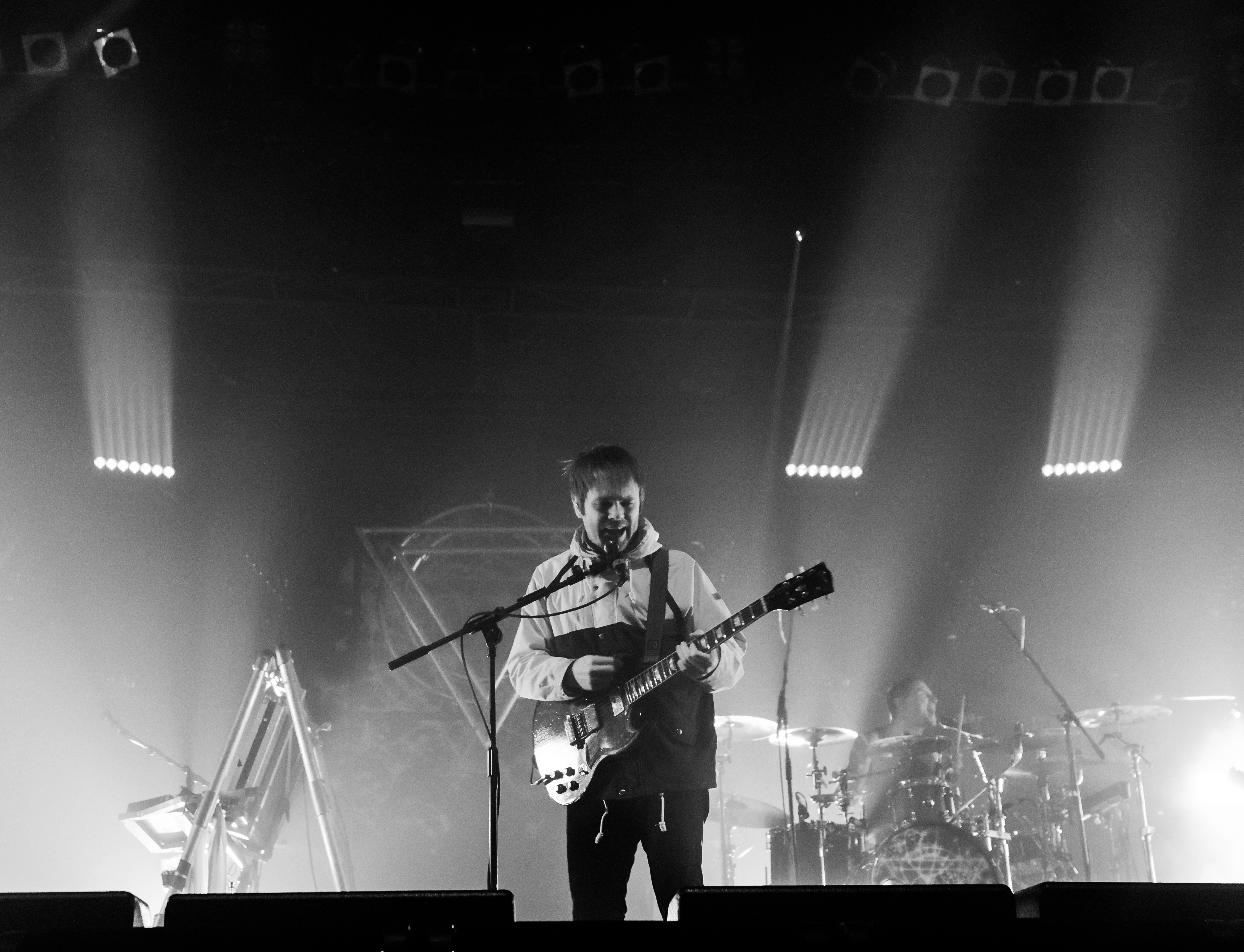
Rock am Ring 2015, Germania, 1º giugno 2015

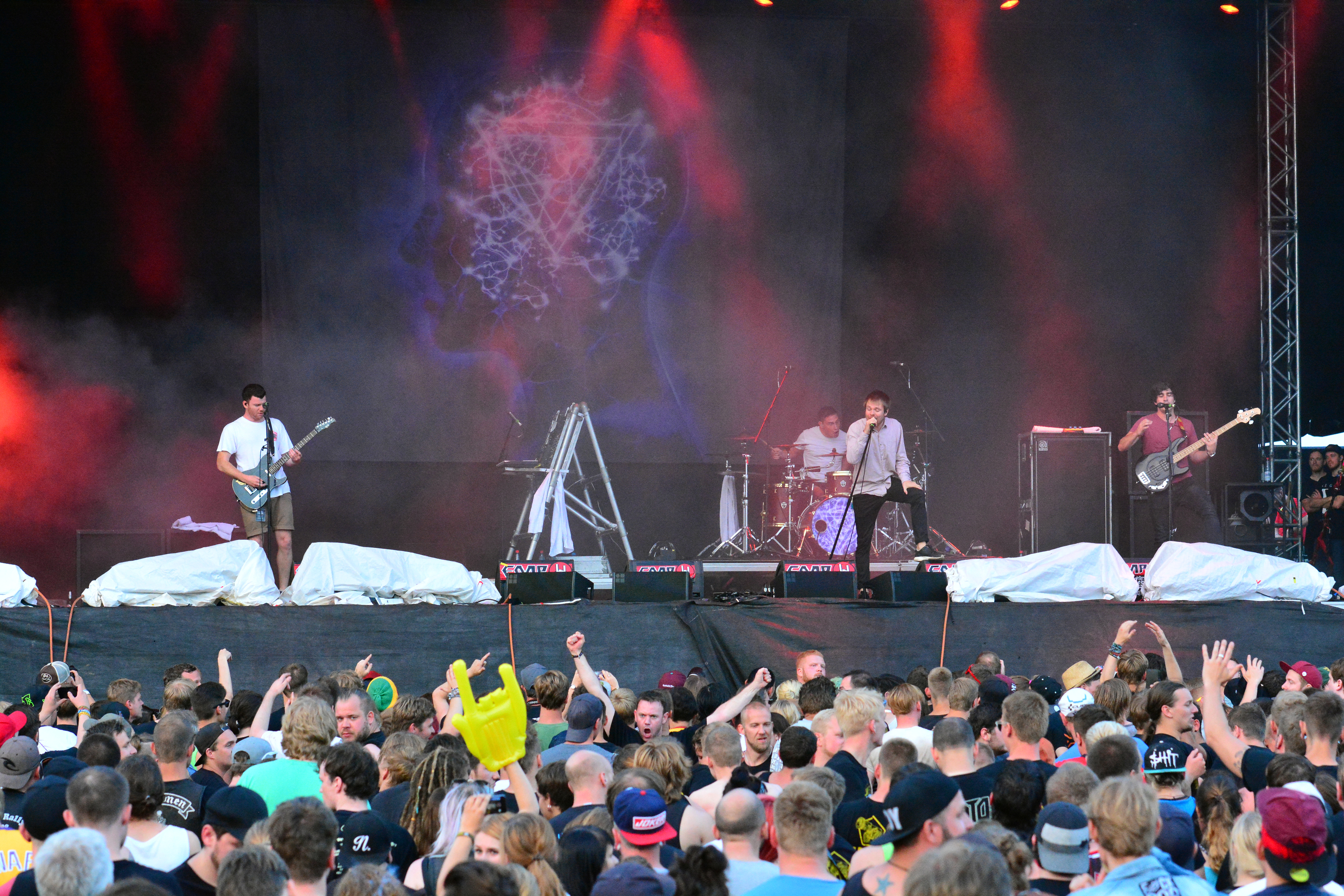
Reload Festival 2015, Sulingen, Germania, 7 agosto 2015

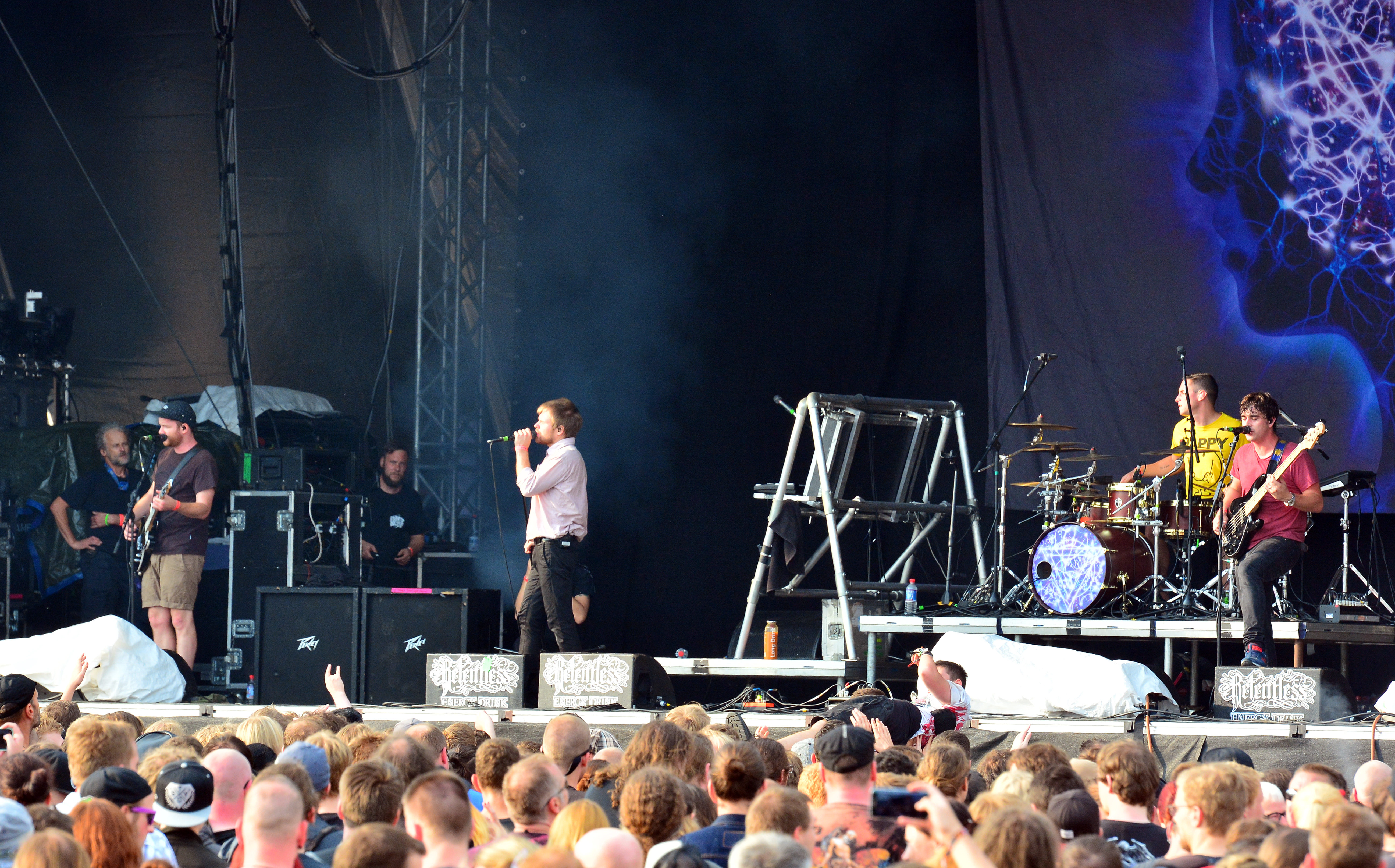
Elbriot 2015, Amburgo, Germania, 15 agosto 2015

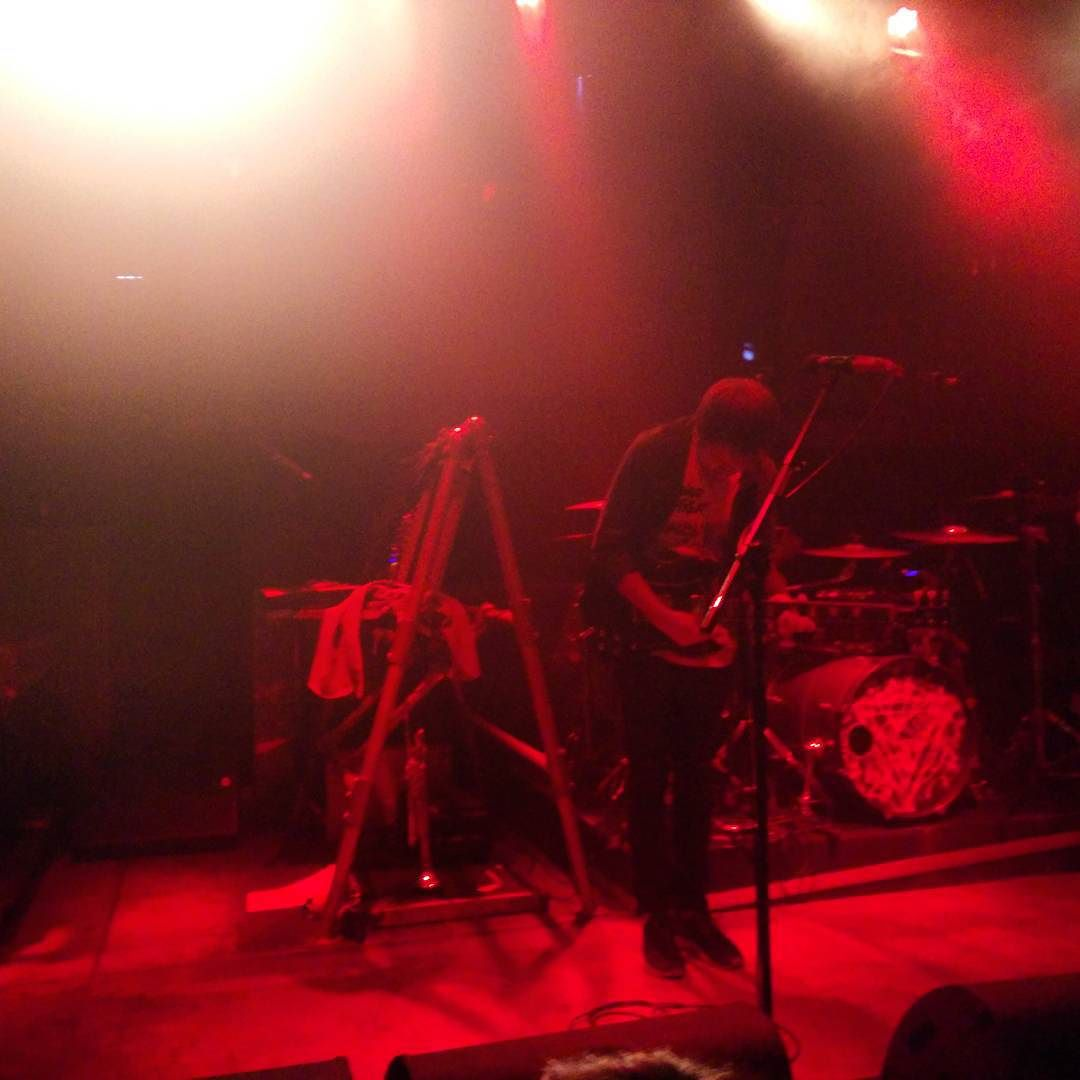
Danzica, Polonia, 27 settembre 2015

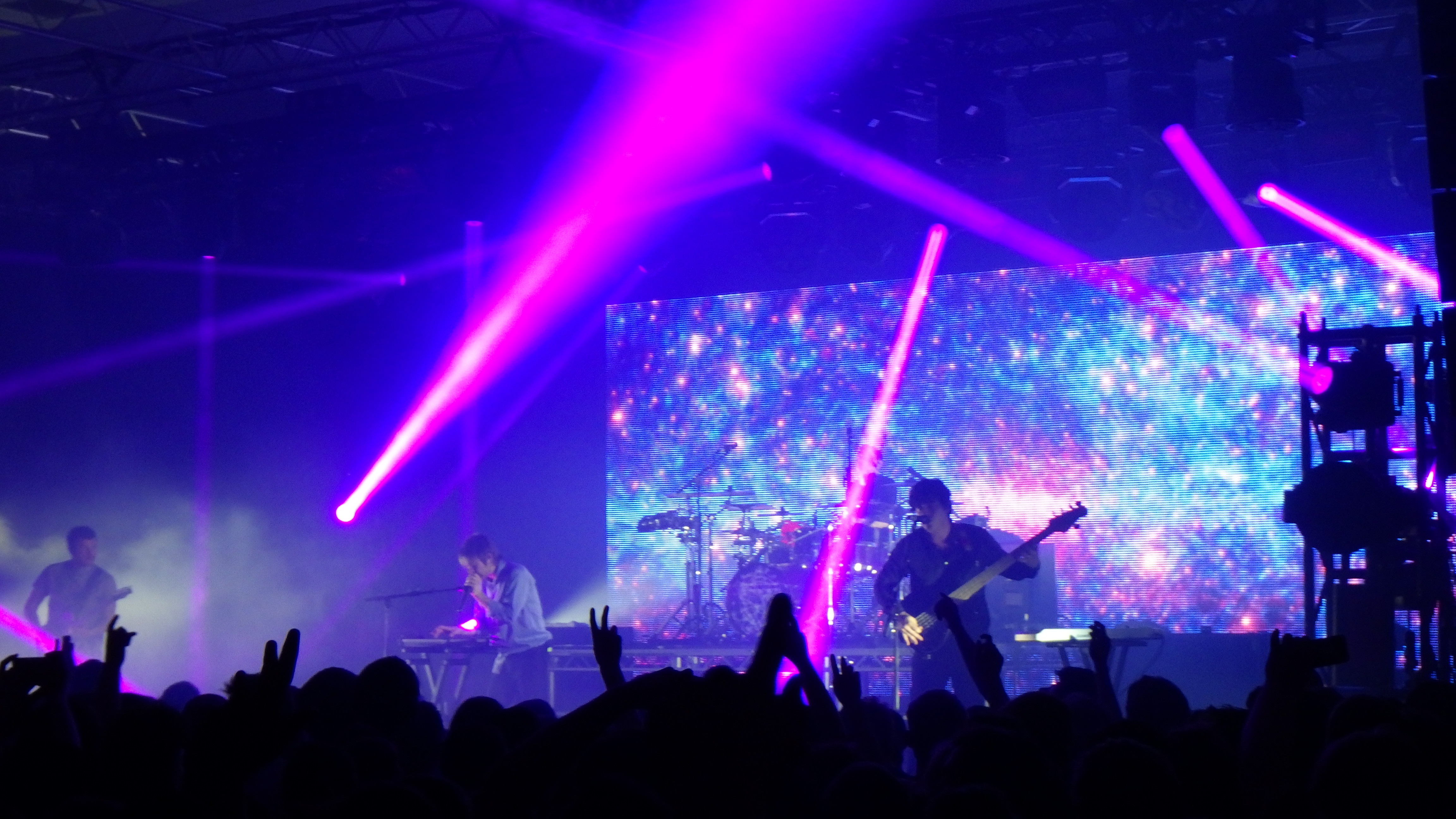
Bournemouth, Regno Unito, 22 febbraio 2016

| Data             | Città         | Stato           | Località                  |
| ---------------- | ------------- | --------------- | ------------------------- |
| Europa           |               |                 |                           |
| 9 gennaio 2015   | Bruxelles     | Belgio          | AB Box                    |
| 10 gennaio 2015  | Amsterdam     | Paesi Bassi     | Melkweg                   |
| 11 gennaio 2015  | Herford       | Germania        | X                         |
| 13 gennaio 2015  | Praga         | Repubblica Ceca | Lucerna Music Bar         |
| 14 gennaio 2015  | Norimberga    | Germania        | Hirsch                    |
| 15 gennaio 2015  | Berlino       | Germania        | Kesselhaus                |
| 2 febbraio 2015  | Parigi        | Francia         | La Cigale                 |
| 3 febbraio 2015  | Soletta       | Svizzera        | Kofmeal                   |
| 4 febbraio 2015  | Lione         | Francia         | Transbordeur              |
| 5 febbraio 2015  | Milano        | Italia          | Magazzini generali        |
| 7 febbraio 2015  | Lipsia        | Germania        | Hellraiser                |
| 8 febbraio 2015  | Vienna        | Austria         | Arenan                    |
| 9 febbraio 2015  | Monaco        | Germania        | Muffathalle               |
| 10 febbraio 2015 | Würzburg      | Germania        | Posthalle                 |
| 11 febbraio 2015 | Colonia       | Germania        | Live Music Hall           |
| 13 febbraio 2015 | Amburgo       | Germania        | Docks Club                |
| 14 febbraio 2015 | Francoforte   | Germania        | Batschkapp                |
| 16 febbraio 2015 | Portsmouth    | Regno Unito     | Pyramids Centre           |
| 17 febbraio 2015 | Cardiff       | Regno Unito     | Cardiff University        |
| 18 febbraio 2015 | Wolverhampton | Regno Unito     | Civic Hall                |
| 20 febbraio 2015 | Manchester    | Regno Unito     | Manchester Academy        |
| 21 febbraio 2015 | Glasgow       | Regno Unito     | Barrowland                |
| 22 febbraio 2015 | Middlesbrough | Regno Unito     | Town Hall                 |
| 24 febbraio 2015 | Cambridge     | Regno Unito     | Corn Exchange             |
| 25 febbraio 2015 | Norwich       | Regno Unito     | University of East Anglia |
| 26 febbraio 2015 | Londra        | Regno Unito     | The Roundhouse            |
| 27 febbraio 2015 | Londra        | Regno Unito     | The Roundhouse            |

### Scaletta
Gennaio
1. Reprise 2
2. Solidarity
3. The Paddington Frisk
4. Destabilise
5. Radiate
6. Gandhi Mate, Gandhi
7. The Last Garrison
8. Never Let Go of the Microscope
9. Arguing with Thermometers
10. Slipshod
11. Motherstep/Mothership
12. Anaesthetist

Encore
1. Constellations
2. Juggernauts
3. Sssnakepit

Febbraio
1. The Appeal & the Mindsweep I
2. Destabilise
3. Radiate
4. Gandhi Mate, Gandhi
5. The Last Garrison
6. Juggernauts
7. Never Let Go of the Microscope
8. Myopia
9. Torn Apart
10. Interlude
11. Stalemate
12. The Paddington Frisk
13. Motherstep/Mothership
14. Anaesthetist

Encore
1. Dear Future Historians...
2. Slipshod
3. Sssnakepit

## North America 2015 Tour

### Date
| Data           | Città            | Stato                 | Località                            |
| -------------- | ---------------- | --------------------- | ----------------------------------- |
| Nord America   |                  |                       |                                     |
| 20 marzo 2015  | Mission          | Stati Uniti d'America | Las Palmas Race Park (NSN Festival) |
| 23 marzo 2015  | Houston          | Stati Uniti d'America | Fitzgerald's Downstairs             |
| 24 marzo 2015  | New Orleans      | Stati Uniti d'America | House of Blues                      |
| 26 marzo 2015  | Orlando          | Stati Uniti d'America | The Social                          |
| 27 marzo 2015  | Saint Petersburg | Stati Uniti d'America | The State Theatre                   |
| 28 marzo 2015  | Jacksonville     | Stati Uniti d'America | Underbelly                          |
| 30 marzo 2015  | Atlanta          | Stati Uniti d'America | The Masquerade                      |
| 31 marzo 2015  | Greensboro       | Stati Uniti d'America | Cone Denim Center                   |
| 1º aprile 2015 | Baltimora        | Stati Uniti d'America | Ottobar                             |
| 3 aprile 2015  | New York         | Stati Uniti d'America | The Gramercy Theatre                |
| 4 aprile 2015  | Filadelfia       | Stati Uniti d'America | Theatre of Living Arts              |
| 6 aprile 2015  | Boston           | Stati Uniti d'America | Paradise Rock Club                  |
| 7 aprile 2015  | Montréal         | Canada                | Club Soda                           |
| 8 aprile 2015  | Toronto          | Canada                | Virgin Mobile Mod Club              |
| 9 aprile 2015  | Pontiac          | Stati Uniti d'America | The Crofoot Ballroom                |
| 10 aprile 2015 | St. Louis        | Stati Uniti d'America | Fubar                               |
| 11 aprile 2015 | Chicago          | Stati Uniti d'America | The Bottom Lounge                   |
| 12 aprile 2015 | Lawrence         | Stati Uniti d'America | The Granada Theatre                 |
| 14 aprile 2015 | Denver           | Stati Uniti d'America | The Marquis Theater                 |
| 16 aprile 2015 | Salt Lake City   | Stati Uniti d'America | Murray Theater                      |
| 17 aprile 2015 | Boise            | Stati Uniti d'America | Knitting Factory                    |
| 18 aprile 2015 | Portland         | Stati Uniti d'America | Hawthorne Theatre                   |
| 19 aprile 2015 | Seattle          | Stati Uniti d'America | El Corazon                          |
| 21 aprile 2015 | Sacramento       | Stati Uniti d'America | Ace of Spades                       |
| 23 aprile 2015 | Los Angeles      | Stati Uniti d'America | House of Blues                      |
| 24 aprile 2015 | San Diego        | Stati Uniti d'America | Soma Sidestage                      |
| 25 aprile 2015 | Mesa             | Stati Uniti d'America | Nile Theater                        |
| 26 aprile 2015 | Albuquerque      | Stati Uniti d'America | Launchpad                           |
| 28 aprile 2015 | San Antonio      | Stati Uniti d'America | The Korova                          |

### Scaletta
1. The Appeal & the Mindsweep I
2. Destabilise
3. Radiate
4. Gandhi Mate, Gandhi
5. The Last Garrison
6. Juggernauts
7. Never Let Go of the Microscope
8. Myopia
9. Torn Apart
10. Interlude
11. The Paddington Frisk
12. Motherstep/Mothership
13. Anaesthetist

Encore
1. Solidarity
2. Slipshod
3. Sssnakepit

## Australian 2015 Tour

### Date
| Data           | Città     | Stato     | Località             |
| -------------- | --------- | --------- | -------------------- |
| Oceania        |           |           |                      |
| 18 maggio 2015 | Fremantle | Australia | Metropolis Fremantle |
| 20 maggio 2015 | Adelaide  | Australia | HQ Complex           |
| 22 maggio 2015 | Melbourne | Australia | Forum Theatre        |
| 23 maggio 2015 | Sydney    | Australia | Roundhouse           |
| 24 maggio 2015 | Brisbane  | Australia | The Tivoli           |

### Scaletta
1. The Appeal & the Mindsweep I
2. Destabilise
3. Radiate
4. Gandhi Mate, Gandhi
5. The Last Garrison
6. Juggernauts
7. Sorry You're Not a Winner
8. Never Let Go of the Microscope
9. Myopia
10. Torn Apart
11. Interlude
12. The Paddington Frisk
13. Motherstep/Mothership
14. Anaesthetist

Encore
1. Constellations
2. Slipshod
3. Sssnakepit

## Euro & UK Summer Festivals

### Date
| Data           | Città/Festival                            | Stato           | Località                        |
| -------------- | ----------------------------------------- | --------------- | ------------------------------- |
| Europa         |                                           |                 |                                 |
| 31 maggio      | San Pietroburgo                           | Russia          | A2                              |
| 1º giugno 2015 | Rock am Ring                              | Germania        | Nürburgring                     |
| 3 giugno 2015  | Rock im Park                              | Germania        | Nürburgring                     |
| 9 giugno 2015  | Münster (Vainstream Rockfest)             | Germania        | Hansaviertel                    |
| 16 giugno 2015 | Norwich (Reload Festival)                 | Germania        | Norfolk Showground              |
| 17 giugno 2015 | Interlaken (Greenfield Festival)          | Svizzera        | Interlaken Airfield             |
| 19 giugno 2015 | Lussemburgo                               | Lussemburgo     | Den Atelier                     |
| 20 giugno 2015 | Ysselsteyn (Jera on Air)                  | Paesi Bassi     | Festivalterrein                 |
| 22 giugno 2015 | Newport (Isle of Wight Festival)          | Regno Unito     | Seaclose Park                   |
| 24 giugno 2015 | Norwich (Radio 1's Big Weekend)           | Regno Unito     | Earlham Park                    |
| 26 giugno 2015 | Pilton (Glastonbury Festival)             | Regno Unito     | Worthy Farm                     |
| 27 giugno 2015 | Pilton (Glastonbury Festival)             | Regno Unito     | Worthy Farm                     |
| 28 giugno 2015 | Werchter (Rock Werchter)                  | Belgio          | Werchterpark                    |
| 30 giugno 2015 | Sopron (Volt Festival)                    | Ungheria        | Lovér Camping Site              |
| 2 luglio 2015  | Gdynia (Open'er Festival)                 | Polonia         | Aeroporto di Gdynia-Kosakowo    |
| 3 luglio 2015  | Löbnitz (With Full Force XXII)            | Germania        | Flugplatz Roitzschjora          |
| 4 luglio 2015  | Hradec Králové (Rock for Peoples)         | Repubblica Ceca | Festival Park                   |
| 5 luglio 2015  | Milano (Heineken Jammin' Festival)        | Italia          | Fiera di Rho                    |
| 9 luglio 2015  | Bristol                                   | Regno Unito     | Motion                          |
| 10 luglio 2015 | Shepton Mallet (Relentless Nass Festival) | Regno Unito     | Bath and West Showground        |
| 11 luglio 2015 | Perthshire (T in the Park)                | Regno Unito     | Strathallan Castle              |
| 14 luglio 2015 | Bilbao (BBK Live)                         | Spagna          | Kobetamendi Park                |
| 20 luglio 2015 | Feldkirch (Pool Bar Festival)             | Austria         | Poolbar                         |
| 28 luglio 2015 | Pinarella                                 | Italia          | Rock Planet                     |
| 29 luglio 2015 | Milano                                    | Italia          | Circolo Magnolia                |
| 30 luglio 2015 | Lustenau (26. Szene Openair)              | Austria         | Am alten Rhein                  |
| 7 agosto 2015  | Sulingen (Reload Festival)                | Germania        | Festivalgelände                 |
| 9 agosto 2015  | Kaliningrad                               | Russia          | DS Yantarniy                    |
| 12 agosto 2015 | Budapest (Sziget Festival)                | Ungheria        | Isola Hajógyári                 |
| 15 agosto 2015 | Amburgo (Elbriot)                         | Germania        | Grossmarkt                      |
| 17 agosto 2015 | Saarbrücken                               | Germania        | Garage                          |
| 18 agosto 2015 | Augusta                                   | Germania        | Kantine                         |
| 20 agosto 2015 | Hasselt (Pukkelpop)                       | Belgio          | Kiewit                          |
| 21 agosto 2015 | Gampel (Gampel Open Air)                  | Svizzera        | Festivalgelände                 |
| 22 agosto 2015 | Sankt Pölten (Frequency Festival)         | Austria         | Green Park                      |
| 23 agosto 2015 | Biddinghuizen (Lowlands Festival)         | Paesi Bassi     | Evenemententerrein Walibi World |
| 25 agosto 2015 | Reading (Reading Festival)                | Regno Unito     | Little John's Farm              |
| 26 agosto 2015 | Leeds (Leeds Festival)                    | Regno Unito     | Bramham Park                    |

### Scaletta
Giugno
1. The Appeal & the Mindsweep I
2. Destabilise
3. Radiate
4. Sorry You're Not a Winner
5. The Last Garrison
6. Juggernauts
7. Myopia
8. Torn Apart
9. Interlude
10. The Paddington Frisk
11. Motherstep/Mothership
12. There's a Price on Your Head
13. Slipshod
14. Anaesthetist

Encore
1. Dear Future Historians... – a volte sostituita con Constellations
2. Sssnakepit
3. Gandhi Mate, Gandhi

Luglio
1. The Appeal & the Mindsweep I
2. Destabilise
3. Radiate
4. Sorry You're Not a Winner
5. The Last Garrison
6. Juggernauts
7. Never Let Go of the Microscope
8. Myopia
9. Torn Apart
10. Interlude
11. The Paddington Frisk
12. Motherstep/Mothership
13. There's a Price on Your Head
14. Slipshod
15. Anaesthetist

Encore
1. Dear Future Historians...
2. Sssnakepit
3. Gandhi Mate, Gandhi

Agosto
1. The Appeal & the Mindsweep I
2. Destabilise
3. Radiate
4. Sorry You're Not a Winner
5. The Last Garrison
6. Juggernauts
7. Myopia
8. Torn Apart
9. Interlude
10. The Paddington Frisk
11. There's a Price on Your Head
12. Slipshod

Encore
1. Dear Future Historians...
2. Anaesthetist
3. Gandhi Mate, Gandhi

## Europe Part 2 2015 Tour

### Date
| Data              | Città      | Stato           | Località               |
| ----------------- | ---------- | --------------- | ---------------------- |
| Europa            |            |                 |                        |
| 18 settembre 2015 | Helsinki   | Finlandia       | Nosturi                |
| 19 settembre 2015 | Jyväskylä  | Finlandia       | Lutakko                |
| 20 settembre 2015 | Tampere    | Finlandia       | Klubi                  |
| 22 settembre 2015 | Tallinn    | Estonia         | Club Factory           |
| 23 settembre 2015 | Riga       | Lettonia        | Melnā Piektdiena       |
| 25 settembre 2015 | Minsk      | Bielorussia     | Re:Public              |
| 27 settembre 2015 | Danzica    | Polonia         | Klub Parlament         |
| 28 settembre 2015 | Varsavia   | Polonia         | Klub Proxima           |
| 29 settembre 2015 | Breslavia  | Polonia         | Klub Alibi             |
| 30 settembre 2015 | Debrecen   | Ungheria        | Roncsbár               |
| 1º ottobre 2015   | Budapest   | Ungheria        | Barba Negra Music Club |
| 2 ottobre 2015    | Bratislava | Slovacchia      | Majestic Music Club    |
| 3 ottobre 2015    | Zagabria   | Croazia         | Culture Factory        |
| 5 ottobre 2015    | Bucarest   | Romania         | Arenele Romane         |
| 6 ottobre 2015    | Sofia      | Bulgaria        | Club Mixtape5          |
| 8 ottobre 2015    | Brno       | Repubblica Ceca | Fléda                  |

### Scaletta
Settembre
1. The Appeal & the Mindsweep I
2. Destabilise
3. Radiate
4. Sorry You're Not a Winner
5. There's a Price on Your Head
6. The Last Garrison
7. Juggernauts
8. Myopia – a volte sostituita con Never Let Go of the Microscope
9. Torn Apart
10. Interlude
11. Slipshod
12. Rat Race
13. The Paddington Frisk
14. Anaesthetist

Encore
1. Solidarity
2. Dear Future Historians...
3. Zzzonked

Ottobre
1. The Appeal & the Mindsweep I
2. Destabilise
3. Radiate
4. Hectic
5. There's a Price on Your Head
6. The Last Garrison
7. Juggernauts
8. Myopia – a volte sostituita con Never Let Go of the Microscope
9. Torn Apart
10. Interlude
11. Slipshod
12. Sorry You're Not a Winner
13. The Paddington Frisk
14. The Jester
15. Anaesthetist

Encore
1. Dear Future Historians...
2. Solidarity
3. Zzzonked

## AMindsweepChristmas

### Date
| Data             | Città   | Stato       | Località    |
| ---------------- | ------- | ----------- | ----------- |
| Europa           |         |             |             |
| 17 dicembre 2015 | Belfast | Regno Unito | Limelight   |
| 18 dicembre 2015 | Dublino | Irlanda     | The Academy |

### Scaletta
1. The Appeal & the Mindsweep I
2. Destabilise
3. Radiate
4. Sorry You're Not a Winner
5. There's a Price on Your Head
6. The Last Garrison
7. Juggernauts
8. Never Let Go of the Microscope
9. Myopia
10. Interlude
11. Torn Apart
12. Merry Christmas Everyone (cover di Shakin' Stevens)
13. The Paddington Frisk
14. Mothership
15. Anaesthetist

Encore
1. Constellations
2. Slipshod
3. Zzzonked

## UK 2016 Tour

### Date
| Data             | Città       | Stato       | Località             |
| ---------------- | ----------- | ----------- | -------------------- |
| Europa           |             |             |                      |
| 18 febbraio 2016 | Glasgow     | Regno Unito | O2 Academy           |
| 19 febbraio 2016 | Edimburgo   | Regno Unito | Corn Exchange        |
| 20 febbraio 2016 | Nottingham  | Regno Unito | Capital FM Arena     |
| 22 febbraio 2016 | Bournemouth | Regno Unito | International Centre |
| 23 febbraio 2016 | Cardiff     | Regno Unito | Motorpoint Arena     |
| 25 febbraio 2016 | Manchester  | Regno Unito | Victoria Warehouse   |
| 27 febbraio 2016 | Londra      | Regno Unito | Alexandra Palace     |

### Scaletta
1. Reprise 2
2. Solidarity
3. Sorry You're Not a Winner
4. The One True Colour
5. The Last Garrison
6. No Sleep Tonight
7. Destabilise
8. Radiate
9. Slipshod
10. The Jester
11. There's a Price on Your Head
12. Dear Future Historians...
13. Juggernauts (ritornello al pianoforte)
14. Arguing with Thermometers
15. Gandhi Mate, Gandhi
16. Torn Apart
17. Interlude
18. Mothership

Encore
1. Redshift
2. Anaesthetist
3. The Appeal & the Mindsweep II

## Europe 2016 Tour

### Date
| Data          | Città       | Stato       | Località                         |
| ------------- | ----------- | ----------- | -------------------------------- |
| Europa        |             |             |                                  |
| 13 marzo 2016 | Nancy       | Francia     | L'Autre Canal                    |
| 14 marzo 2016 | Strasburgo  | Francia     | La Laiterie                      |
| 15 marzo 2016 | Parigi      | Francia     | Le Trabendo                      |
| 17 marzo 2016 | Bordeaux    | Francia     | Le Krakatoa                      |
| 18 marzo 2016 | La Rochelle | Francia     | La Sirène                        |
| 19 marzo 2016 | Pamplona    | Spagna      | Zentraal Pamplona                |
| 20 marzo 2016 | Barcellona  | Spagna      | Sala Apolo                       |
| 22 marzo 2016 | Treviso     | Italia      | New Age Club                     |
| 23 marzo 2016 | Monaco      | Germania    | Kesselhaus                       |
| 24 marzo 2016 | Berlino     | Germania    | Huxley's                         |
| 26 marzo 2016 | Schijndel   | Paesi Bassi | De Molenheide (Paaspop Festival) |
| 27 marzo 2016 | Colonia     | Germania    | E-Werk                           |
| 28 marzo 2016 | Bruxelles   | Belgio      | AB Box                           |

### Scaletta
1. Reprise 2
2. Solidarity
3. Sorry You're Not a Winner
4. The One True Colour
5. The Last Garrison
6. No Sleep Tonight
7. Destabilise
8. Radiate
9. Slipshod
10. The Jester
11. There's a Price on Your Head
12. Dear Future Historians...
13. Juggernauts (ritornello al pianoforte) – a volte sostituita da The Paddington Frisk, dopo Gandhi Mate, Gandhi
14. Arguing with Thermometers
15. Gandhi Mate, Gandhi
16. Torn Apart
17. Interlude
18. Mothership

Encore
1. Redshift
2. Anaesthetist
3. The Appeal & the Mindsweep II

## USA & Canada 2016 Tour

### Date
| Data           | Città                          | Stato                 | Località                        |
| -------------- | ------------------------------ | --------------------- | ------------------------------- |
| Nord America   |                                |                       |                                 |
| 15 aprile 2016 | Seattle                        | Stati Uniti d'America | El Corazon                      |
| 16 aprile 2016 | Portland                       | Stati Uniti d'America | Hawthorne Theatre               |
| 17 aprile 2016 | Sacramento                     | Stati Uniti d'America | Ace of Spades                   |
| 18 aprile 2016 | Los Angeles                    | Stati Uniti d'America | Teragram Ballroom               |
| 20 aprile 2016 | Las Vegas                      | Stati Uniti d'America | Vinyl, Hard Rock Hotel & Casino |
| 22 aprile 2016 | Anaheim                        | Stati Uniti d'America | Chain Reaction                  |
| 23 aprile 2016 | San Diego                      | Stati Uniti d'America | Soma                            |
| 24 aprile 2016 | Mesa                           | Stati Uniti d'America | Nile Theater                    |
| 26 aprile 2016 | San Antonio                    | Stati Uniti d'America | The Korova                      |
| 27 aprile 2016 | Dallas                         | Stati Uniti d'America | Gas Monkey Bar N Grill          |
| 28 aprile 2016 | Houston                        | Stati Uniti d'America | Scout Bar                       |
| 30 aprile 2016 | Jacksonville                   | Stati Uniti d'America | Metropolitan Park               |
| 1º maggio 2016 | Atlanta                        | Stati Uniti d'America | The Masquerade                  |
| 3 maggio 2016  | Filadelfia                     | Stati Uniti d'America | Theater of the Living Arts      |
| 4 maggio 2016  | Worcester                      | Stati Uniti d'America | Palladium                       |
| 5 maggio 2016  | New York                       | Stati Uniti d'America | Gramercy Theatre                |
| 6 maggio 2016  | Baltimora                      | Stati Uniti d'America | Charlotte Motor Speedway        |
| 7 maggio 2016  | Freehold                       | Stati Uniti d'America | Gamechanger World               |
| 8 maggio 2016  | Charlotte (Carolina Rebellion) | Stati Uniti d'America | Rock City Campgrounds           |
| 10 maggio 2016 | Nashville                      | Stati Uniti d'America | Rocketown                       |
| 11 maggio 2016 | St. Louis                      | Stati Uniti d'America | Fubar                           |
| 13 maggio 2016 | Omaha                          | Stati Uniti d'America | Sokol Underground               |
| 14 maggio 2016 | Somerset                       | Stati Uniti d'America | Somerset Amphitheater           |
| 15 maggio 2016 | Chicago                        | Stati Uniti d'America | Bottom Lounge                   |
| 16 maggio 2016 | London                         | Canada                | London Music Hall               |
| 17 maggio 2016 | Montréal                       | Canada                | La Tulipe                       |
| 18 maggio 2016 | Ottawa                         | Canada                | Ritual Nightclub                |
| 19 maggio 2016 | Toronto                        | Canada                | Mod Club Theatre                |
| 20 maggio 2016 | Columbus                       | Stati Uniti d'America | Mapfre Stadium                  |
| 21 maggio 2016 | Pittsburgh                     | Stati Uniti d'America | Altar Bar                       |

### Scaletta
1. Reprise 2
2. Solidarity
3. Sorry You're Not a Winner
4. The One True Colour
5. The Last Garrison
6. No Sleep Tonight
7. Destabilise
8. Radiate
9. The Paddington Frisk
10. Slipshod
11. The Jester
12. There's a Price on Your Head
13. Constellations
14. Arguing with Thermometers
15. Gandhi Mate, Gandhi
16. Torn Apart
17. Interlude
18. Mothership

Encore
1. Redshift
2. Anaesthetist
3. The Appeal & the Mindsweep II